# Amy Vitale
Amy Vitale (Tampa, Florida, 12 de junio de 1977) es una modelo, actriz y mánager de lucha libre profesional estadounidense.
Trabaja para promociones como Sunshine Wrestling Federation, Future of Wrestling, Full Impact Pro, Florida Championship Wrestling, Independent Professional Wrestling Association y National Wrestling Alliance. Ha dirigido a varios luchadores profesionales en el circuito independiente de Florida, incluidos Francisco Ciatso, Jerry Lynn, New Jack, Alex Porteau y The Heartbreak Express. Ha aparecido en Pro Wrestling Illustrated y Wrestling World Magazine en varias ocasiones, así como en Fighting Females Magazine. Fue elegida como “Mujer del año de Florida” tres años seguidos y “Mánager de lucha libre profesional del año” dos años seguidos.
Como actriz, ha aparecido en la película There's Something About Mary, la serie Burn Notice y en The Daily Buzz. También trabajó en la serie Aurora Stone de Red Skye Comics y Red Angel para What the Flux Comics! Fue modelo femenina principal de Black Art Beer. En 2009, Fox News la presentó por su trabajo como portavoz de “Patriot Girls for the Troops”, un grupo que recauda dinero para los militares estadounidenses al posar para productos de temática militar, como calendarios y fotos.

## Filmografía

### Cine
| Año  | Título                    | Director                         | Papel                                | Nota         |
| ---- | ------------------------- | -------------------------------- | ------------------------------------ | ------------ |
| 2011 | Planet X: The Frozen Moon | Ver listaTroy Bernier Eric Swain | Ver listaModelo Marte Julie Agrassen | Cortometraje |
| 2012 | Soldier                   | Troy Bernier                     | Moll                                 | Cortometraje |

### Televisión
| Año  | Título      | Papel                  | Nota              |
| ---- | ----------- | ---------------------- | ----------------- |
| 2008 | Burn Notice | Chica rusa secuestrada | Serie; 1 episodio |